# Mitch Malloy (album)
Mitch Malloy è il primo album in studio del cantante statunitense Mitch Malloy, pubblicato nel 1992 dalla RCA Records.

## Tracce
1. Anything at All – 4:01
2. Mission of Love – 3:39
3. Nobody Wins in This War – 4:13
4. Over the Water – 4:35
5. Problem Child – 4:18
6. Stranded in the Middle of Nowhere – 3:50
7. Cowboy and the Ballerina – 4:13
8. Our Love Will Never Die – 4:58
9. Forever – 4:28
10. Mirror Mirror – 4:41
11. Never Give Up on You – 4:00
12. Shadow in the Dark – 3:45

## Formazione
- Mitch Malloy – voce, chitarre
- Tristan Avakian, Kevin Dukes, Michael Thompson – chitarre
- C.J. Vanston, Jai Winding – tastiere
- Hugh McDonald – basso
- Mickey Curry – batteria
- Michael Fisher – percussioni
- Larry Williams – sassofono
- Gary Grant, Jerry Hey – trombe
- Bekka Bramlett, Tommy Funderburk, Vinnie James, Devon Meade, Carole Rowley, Yvonne Williams – cori